# Carybdea branchi
Carybdea branchi (Gershwin & Gibbons, 2009) è una cubomedusa della famiglia Carybdeidae, robusta e colorata, comune lungo le coste del Sudafrica.

## Distribuzione e habitat
La specie abita le acque del Sudafrica a poca profondità. La si trova dalla costa sud, nei pressi di Port Elizabeth, alla costa ovest, a Langebaan.
Questo tipo di medusa spesso è stato avvistato in banchi. È preda comune del pesce luna Mola mola e del Mola alexandrini, così come del pesce luna troncato, il Ranzania laevis.

## Descrizione
La campana della C. branchi misura sugli 8 cm e ha un aspetto robusto, con una mesoglea spessa e rigida, soprattutto vicino all'apice. L'esombrella è densamente puntellato da nematocisti.
I solchi nell'ombrella sono profondi, soprattutto nella parte inferiore. Il velarium porta anch'esso dei solchi: i canali del velarium sono due per ottante e si separano verso il bordo della campana. Le quattro nicchie dei ropali, a forma di cuore, sono cinte da altri solchi a forma di ferro di cavallo e con la parte alta coperta da una squama, mentre le squame inferiori, al numero di due, sono quasi impercettibili. Ogni ropalio ha sei occhi, dei quali i due mediani possiedono lenti simili al cristallino.
I pedalia, le prolungazioni ai quattro lati dell'ombrella cubica, sono relativamente lunghe e forti, visto che misurano la metà dell'altezza della campana. Hanno, alla loro base, una macchia di colore giallo, mentre all'attaccatura del tentacolo vero e proprio, un'altra macchia bruno scuro. La parte esterna del pedalium è ricoperta da nematocisti e separata dal corpo della medusa, mentre quella interna è arrotondata. Ogni singolo tentacolo che diparte da ogni pedalium  è di color bianco ed è spesso circa 6 mm, è formato da sezioni ad anello di nematocisti. 
Il manubrio è lungo, le quattro labbra della bocca sono anch'esse lunghe e sottili e le facelle (o phacellae), gli organi nello stomaco, sono ricoperti da "cespugli" di ciglia.
La C. branchi ha molti punti in comune con altre meduse Carybdea ed è simile alla C. marsupialis, alla C. mora, alla C. murrayana o alla C. xaymacana per via della nicchia a forma di cuore dei ropali e le facelle dritte ad ogni angolo dello stomaco. Di contro, le specie differiscono per numero di canali del velarium, ma anche per l'esombrella coperta da nematocisti, una caratteristica in comune con la C. mora o C. brevipedalia, anche se in quest'ultima i nematocisti sono raggruppati in piccoli gruppi. La C. murrayana, che vive lungo le coste dell'Africa occidentale, può essere confusa con la C. branchi; le due specie differiscono per il numero di canali nel velarium (sei contro due) e perché la C. murrayana sembra non avere nematocisti sull'esombrella.

## Nome
La C. branchi è nominata in onore all'eminente zoologo Prof. George Branch dell'Università di Città del Capo, noto per aver lavorato sugli ecosistemi del Sudafrica.

## Pericolosità
George Branch ha resocontato di una puntura di C. branchi. Gli effetti registrati erano di forte dolore come se fosse un'ustione per circa 10 minuti, il quale è diventato man mano più tollerabile e l'interruzione del battito cardiaco per circa 15 secondi. Il cuore della vittima ha ripreso a battere molto rapidamente per poi arrestarsi nuovamente; questi episodi si sono succeduti per tre volte prima che il cuore tornasse a battere con regolarità.
La puntura della C. branchi è quindi da ritenere pericolosa, oltre che molto dolorosa. Il trattamento della puntura dovrebbe seguire quanto raccomandato per gli altri cubozoi: versare abbondante aceto sulla puntura, non strofinarla, e poi applicare del ghiaccio. Un massaggio cardiaco è da prendere in considerazione per i casi più gravi.